# Thirteen (album de Robert Miles)
Pour les articles homonymes, voir Thirteen.
Albums de Robert Miles
Miles Gurtu
(2004)
Thirteen (stylisé Th1rt3en) est le cinquième album de Robert Miles, paru en février 2011 sur le label S:Alt Records. Ce nouvel opus marque le grand retour de l'artiste, puisque Th1rt3en succède à Miles Gurtu paru il y a déjà 7 ans.
L'album contient treize titres produit par Roberto Concina, en collaboration avec Robert Fripp, Dave Okumu, Mike Patto et John Thorne. Un cinquième album ou se mêlent rock alternatif, jazz, Blues, world music, electro et ambient, et qui fait la part belle aux instruments (guitare, batterie, violon,piano). Le résultat est une fois encore salué par la critique.
L'album existe en CD et édition limitée digipack. La version numérique de l'album inclus un titre bonus inédit.
De plus, peu après la sortie de l'opus, les titres "Miniature world", "deep end", "Black rubber" et "Antimony" sont officiellement remixés. C'est d'ailleurs le remix du titre "Miniature world" qui est décliné en clip le 11 mai 2011 afin de promouvoir l'album. 

## Liste des titres
1. Orchid Miracle
2. Moving
3. Somnambulism
4. Everything or Nothing
5. Afterglow
6. Deep End
7. Black Rubber
8. Miniature World
9. Antimony
10. Archives
11. Voices From a Submerged Sea
12. Nonsense
13. The Wolf